# Saturday Night (musikalbum av Tom Paxton)
Saturday Night, amerikanske trubaduren Tom Paxtons elfte studioalbum, utgivet 1976 på skivbolaget Mam.

## Låtlista
Samtliga låtar skrivna av Tom Paxton
1. "Cindy's Crying"
2. "Do You Want To Dance"
3. "Jones Boy"
4. "There Goes The Mountain"
5. "Good King Buzz"
6. "The Last Thing On My Mind"
7. "What A Friend You Are"
8. "Never No Love"
9. "Angie"
10. "Not Tonight Marie"
11. "King Of The Cat Cafe"
12. "Saturday Night"